# Point isoélectrique
« pHi » redirige ici. Ne pas confondre avec phi.

Représentation de l'évolution de la charge électrique en fonction du pH de la Glycine.

Le point isoélectrique (pI ou pKi) ou potentiel hydrogène isoélectrique (pH(I)) est ainsi défini :
- en biochimie, c'est le pH pour lequel la charge électrique nette de la molécule est nulle ;
- en physico-chimie, c'est le pH d'une solution aqueuse dans laquelle un solide existe sous un potentiel électrique neutre.

L’Union internationale de chimie pure et appliquée recommande d'utiliser l’abréviation pH(I) afin de le distinguer du point isoionique (pI).

## En biochimie
Le pHi ou pI d'une molécule (la plupart du temps une protéine ou un peptide) est défini comme le pH (potentiel hydrogène) pour lequel la charge globale de cette molécule est nulle ou, autrement dit, le pH pour lequel la molécule est électriquement neutre (forme zwitterionique ou ion mixte). 
Cela ne signifie pas que la protéine ne possède aucun groupement chargé, c'est impossible de par sa composition d'acides aminés. En effet la structure neutre d'un acide aminé HOOC-CH(R)-NH2 correspond à une forme chimiquement inexistante en solution : l'extrémité acide carboxylique sous forme R-COOH ne peut exister qu'à un pH où l'extrémité amine est sous forme NH3+ et inversement. 
Au pHi, la charge globale est donc nulle car les charges des extrémités N-terminale (amine) et C-terminale (acide carboxylique) ainsi que celles éventuellement présentes sur les chaînes latérales s'équilibrent.
- Si pH < pI, la charge globale est positive, car la molécule a tendance à conserver ses protons ou à en capter du milieu.
- Si pH > pI, la charge globale est négative, car la molécule a tendance à céder ses protons au milieu.

## En physico-chimie
Selon Bolger, le caractère acide ou basique d'une surface s'exprime par son point isoélectrique « Is ou IEPS (Iso Electric point for the surface) » ou point de charge nulle « PCN ou PZC (Point of Zero Charge) », défini comme le pH de la solution aqueuse dans laquelle le solide existe sous un potentiel électrique neutre. Si le pH de la solution est basique, la surface est acide, et inversement. La différence entre le PZC et l'IEPS est basée sur le phénomène d'adsorption spécifique. On peut considérer que si la grandeur mesurée ne dépend pas de la solution utilisée pour la mesurer (pH, concentration, nature des ions), alors on a affaire à un PZC. Dans le cas contraire, c'est un IEPS que l'on mesure. Par exemple, quand la mesure de goutte sessile à deux liquides est utilisée, on considère en général qu'il n'y a pas adsorption des ions de cette goutte et que la goutte déplace complètement l'alcane qui sert de deuxième liquide : on est alors en présence d’un PZC. Au contraire, dans les mesures de potentiel d'écoulement (streaming potential), la solution joue un rôle important et c'est un IEPS que l'on mesure. Enfin, la charge nette se définit grâce au pH de la solution aqueuse dans laquelle la surface métallique existe, dans un état électriquement neutre (c’est-à-dire [M-OH2+ surf]=[M-O- surf]) et au PZC. 
- Si pH < PZC alors la charge nette est positive
- Si pH > PZC alors la charge nette est négative

Il existe plusieurs méthodes expérimentales permettant de décrire l’état acido-basique de la surface : la mesure du potentiel d’écoulement, la photoélectrochimie, la mesure de l’angle de contact, et la spectroscopie XPS. 